# Saison 3 de Section de recherches
Chronologie
Saison 2 Saison 4
Cet article présente les épisodes de la troisième saison de la série télévisée Section de recherches.

## Distribution

### La Section de recherches
- Xavier Deluc : Major Martin Bernier
- Virginie Caliari : Adjudant Mathilde Delmas
- Kamel Belghazi : Capitaine Enzo Ghemara, chef de groupe
- Chrystelle Labaude : Capitaine Nadia Angeli, chef du TIC
- Jean-Pascal Lacoste : Maréchal des logis-chef Luc Irrandonéa, informatique
- Linda Hardy : Adjudant-chef Claire Linsky (épisodes 1-4, 6-7, 9-10)
- Olivia Lancelot : Lieutenant Nathalie Charlieu, chef de groupe (épisodes 1-2, 5, 7, 9-10)
- Vincent Pierrard : Vincent, du TIC (épisodes 5, 7 et 10)

### Les autres
- Philippe Le Dem : Colonel Paul Derville, chef de la Section de recherches  (épisodes 1-3, 6 et 10)
- Christopher Buchholz : Commandant Valton, de l'Inspection de la Gendarmerie nationale (épisodes 1-2)
- Hélène Godec : Anouk Dubosc, amie d'enfance d'Enzo Ghemara (épisodes 1-2)

## Liste des épisodes

### Épisode 1:Pour le meilleur et pour le pire
- France : 20 novembre 2008 sur TF1

- France : 6,64 millions de téléspectateurs (25,8 % de part d'audience)[1] (première diffusion)

- Julie Cavanna : Coralie Maubert
- Raphaël Hidrot : Romain Chartrand
- Patrice Valota : Martial Béraud
- Matthieu Tribes : Christophe Dujardin
- Alice Taurand : Alice Lagier
- Julie Meunier : Florence
- Marie-Catherine Conti : Mère de Romain
- Jacqueline Duzan : Madame Dujardin
- Cédric Bonneau : Julien Nicolic
- Christian Loustau : Adjudant Fontaine
- Régis Romele : Le médecin
- Sylvain Clama : Lucas Brévand
- Françoise Goubert : Gardienne de l'immeuble

### Épisode 2:Gendarmes
- France : 20 novembre 2008 sur TF1

- France : 5,84 millions de téléspectateurs (27,3 %)[1] (première diffusion)

- Philippe Frécon : Gendarme Saulnier
- Alexandre Varga : Dubois
- Luis Inacio : Gilbert Beghin
- Christophe Rouzaud : Lieutenant Charois
- Benjamin Baroche : Bernard Rossi
- Christina Crevillén : Lydie Saulnier
- Pascal Vannson : Gendarme Paron
- Jean-Pierre Mesnard : Gendarme Barras
- Régis Romele : Médecin
- Philippe Vendan-Borin : Employé jardinerie
- Charles Gilbert : Julien Linsky

### Épisode 3:Forêt noire
- France : 27 novembre 2008 sur TF1

- France : 6,93 millions de téléspectateurs (27,2 %)[2] (première diffusion)

- Johnny Amaro : Ludovic Peyron
- Marion Dumas : Patricia Dubreuil
- Sylvain Denis : Bertrand Peyron
- Xavier Lemaître : Thierry Dubreuil
- Amandine Maudet : Corinne Lestrac
- Émilie Scarlett Moget : Gaëlle Mauray
- Jean-Philippe Bèche : Antoine Mauray
- Patricia Franchino : Valérie Suchet
- Philippe Kerjean : Georges
- Marie Dauphin : Louise Perier
- Philippe Dechanet : Lieutenant brigade technique
- Thierry Rode : Colonel commission
- Husky Kihal : Monsieur Balestero
- Jean Philippe Mesmain : Chef brigade cynophile
- Thierry Margot : Gendarme salle de sport

### Épisode 4:Une femme comme les autres
- France : 27 novembre 2008 sur TF1

- France : 6,41 millions de téléspectateurs (29 %)[2] (première diffusion)

- Bérénice Marlohe : Isabelle Marnay
- Marina Golovine : Léa Mongeau
- Graziella Delerm : Joséphine Marnay-Gerfaut
- Agnès Château : Alice Marcy
- Philippe Roullier : Jacques Marcy
- Lætitia Legrix : Jennifer Zoubir
- Maury Deschamps : Hélène Dercourt
- Caroline Bernard : Chloé Delorme
- Antoine Queyroi : Guillaume enfant
- Mélissa Pagnoux : Joséphine enfant
- Géraldine Loubet : Mère Marnay
- Olivier Minne : Nicolas
- Myriam Pardiac : Femme agence immobilière
- Régis Maynard : Gendarme maison Isabelle
- Aurore Saint Martin : Étudiante Marcy
- Pierre Renverseau : Lieutenant Gautier
- Cyril Aubin : Assistant TIC
- Laurence Armanville-Gourdon : Louise élève de tennis
- Bénédicte Lafond : Cliente Isabelle

### Épisode 5:La bonne fée
Pour les articles homonymes, voir Bonne fée (homonymie).
- France : 4 décembre 2008 sur TF1

- France : 7 millions de téléspectateurs (26,6 %)[3] (première diffusion)

- Paola Plateau : Marianne Pradier
- Pascal Aubert : Lieutenant Marmont
- Jeff Bigot : Lieutenant Gendarme
- Jordy Serras : Dr Laurent Fernet
- Nathalie Blanc : Dr Nelly Fernet
- Léa Pelletant : Standardiste clinique
- Laurent Lafitte : Dr Paul Larrieu
- Chantal Ravalec : Mme Lafontaine
- Faiza Kaddour : Karima
- Fabrice Bagni : Michel Martini
- Cécile Calvet : Brigitte Martini
- Diane de Bievre : Mme Wilson
- Fabrice Lelyon : Victor Prijan
- Valérie Baurens : Charlotte Maréchal
- Maroussia Dubreuil : Audrey
- Karine Kermin : Madame Destivaux
- Thomas Coux : Monsieur Destivaux
- Anne-Marie Larèche : Infirmière

### Épisode 6:En plein cœur
- France : 4 décembre 2008 sur TF1

- France : 6,58 millions de téléspectateurs (28,8 %)[3] (première diffusion)

- Adeline Blondieau : Sonia Villers
- Violaine William : Manon Villers
- Brigitte Aubry : Valérie Courbet
- Corinne Pastout : Directrice de l'école
- Jeremy Banster : Eric Zaguri
- Ludovic Pinette : Concierge hôtel
- Christian Morin : Directeur hôtel
- Sarah Leck : Femme de chambre
- Priscilla Attal-Sfez : Louise
- Catherine Artigala : Gardienne immeuble
- Marion Ducamp : Infirmière école
- Léa Gudefin : Lily
- Cécile Delacharie : Maman de Lily
- Patrice Cimetiere : Gardien école
- Antoine Blanquefort : Psychiatre école
- Alexandra Mercouroff : Maman Jessica
- Nicole Gueden : Colette Marchand
- Renaud Fleuri : Directeur maison retraite
- Patrick Hauthier : Lieutenant Astier BL
- Philippe Risler : Commandant Jamblin SRPJ
- Romain Ogerau : Homme gros 1
- Julien Sitbon : Homme gros 2

### Épisode 7:Baby-sitter
Pour les articles homonymes, voir Babysitter (homonymie).
- France : 22 janvier 2009 sur TF1

- France : 7 millions de téléspectateurs (28 %)[4] (première diffusion)

- Maître de chien : Bruno Descourtieux
- Thibault De Lussy : Alain Lemoine
- Lei Dinety : Julie Lemoine
- Marie-Lorna Vaconsin : Vanessa
- Fabrice Moussy : Dr Rosen, psychanalyste
- Christophe Meynet : Mathias
- Nathalie Bécue : Mère de Vanessa
- Philippe De Brugada : Père de Vanessa
- Maurice Antoni : Bazas
- Éric Bougnon : Lieutenant Bourdoin
- Élisabeth Commelin : Sœur Angèle
- Patrice Melennec : Gilles Jacquin
- Laura Luna : La gardienne

### Épisode 8:Chute libre
- France : 22 janvier 2009 sur TF1

- France : 6,47 millions de téléspectateurs (28,9 %)[4] (première diffusion)

- Jean-François Pages : Yves Périgaud
- Nicolas Marié : Franck Morier
- Michel Bompoil : Éric Lamaison
- Éric Godon : Louis Marzin
- Nathalie Besançon : Nathalie Morier
- Franck Victor : Marc Valade
- Marguerite Dabrin : Sonia Morier
- Audrey Mallada : Patricia Cléry
- Nicolas Paulin : André le barman
- Cyril Anrep : Cyril Rougier
- Jane Resmond : Julie Delfosse
- Alexandre Donders : Romain Blancard
- Christian Baltauss : Monsieur Cléry
- Sébastien Boissavit : Lieutenant brigade technique
- François Aubineau : Hernandez
- Dounya Hdia : Norah Dufour
- Richard Pigree : Sylvain
- Violaine Barret : Gardienne du studio
- Isabelle Hurtin : Valérie Périgaud
- Alexandre Cardin : Barman du Glam's

### Épisode 9:Surf
- France : 29 janvier 2009 sur TF1

- France : 7,50 millions de téléspectateurs (28,7 %)[5] (première diffusion)

- Carole Brana : Maya Valori
- Brigitte Chamarande : Carole Bernard
- Norbert Haberlick : Jacques Bernard
- Jonathan Caillat : Barthélémy Pasquier (dit Bart)
- Cédric Lepers : Richard
- Christel Piriou : Chloé
- Pauline Pinsolle : Cindy
- Sylvain Pierre : Max
- Eric Franquelin : Roland Irrandonéa
- Jean-François Toulouse : Lieutenant de la BR

### Épisode 10:Le droit chemin
- France : 29 janvier 2009 sur TF1

- France : 7 millions de téléspectateurs (29,7 %)[5] (première diffusion)

- David Bursztein : Serge Casarès
- Jessica Forde : Sylvie Casarès
- Lazare Herson-Macarel : Nicolas Casarès
- Karin Swenson : Jeanne Marmande
- Jean-Paul Sermadiras : Pierre Marmande
- Mireille Delcroix : Madame Casarès
- Zoon Besse : Eddy Larieux
- Viviane Bonelli : Lou
- Gérard Abela : Louis Leroy
- Sabine Heraud : Sophie Payet
- Hervé Lacroix : Client maison
- Sophie Fougère : Cliente maison
- Alexandre Blangey : Vincent
- Patrick Messe : Maître Wolf
- Alain Raymond : Lieutenant Meliant